# 新潟大學前站
新潟大學前站（日语：／ Niigata University eki */?）是位於新潟縣新潟市西區坂井砂山四丁目15番20號，東日本旅客鐵道（JR東日本）的越後線車站。
在1984年（昭和59年），於越後線電氣化完成時同日啟用。車站名稱取自新潟大學五十嵐校園。當地人會簡稱此站為「新大前站（日语：／）」「新大前」「新大站」（有關新潟大學的簡稱可參見新潟大學日文條目中概観一節）。

## 歷史
在車站啟用當初為無人車站。於月台上設有由國鐵新潟鐵道管理局直營的商店「Hello新大前」，在商店內透過售票機委托發售車票。在JR接管後，隨著乘客人次增加和商店結業後，變成為日間有人車站（只負責檢票）。在1997年（平成9年）開設綠色窗口。2009年（平成21年），在新潟市「交通無障礙事業」的其中一環，透過市的資助增設了升降機。在2010年（平成22年）2月，綠色窗口關閉，取而代之為設置指定席售票機。隨後車站一直增建和改善設備。此站作為一個例子，在新興住宅區中新設車站後，該站的設備會變得較充實。
在2010年（平成22年）2月，此站設置了指定席售票機，為越後線車站（不計算頭尾兩站）中首個設置的車站。

### 年表
- 1984年（昭和59年）4月8日：越後線內野至寺尾之間新設此站[1][2]。
- 1985年（昭和60年）7月20日：國鐵直營商店開幕，在商店內發售車票。[3]
- 1987年（昭和62年）4月1日：伴隨國鐵分割民營化，車站由東日本旅客鐵道（JR東日本）營運。
- 1997年（平成9年）1月23日：設置綠色窗口。
- 2005年（平成17年）2月17日：引入自動閘機。
- 2006年（平成18年）1月21日：此站可使用IC卡「Suica」（新潟都市圈範圍）。
- 2009年（平成21年）3月14日：升降機開始使用。
- 2010年（平成22年）2月10日：指定席自動售票機開始使用。同年2月9日，綠色窗口永久關閉。
- 2017年（平成29年）：車站名稱的英文由「Niigatadaigakumae」變為「Niigata University」。

## 車站構造

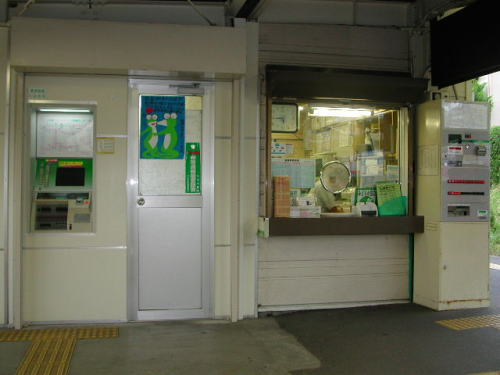
於月台上的綠色窗口與售票機（在設置自動閘機）

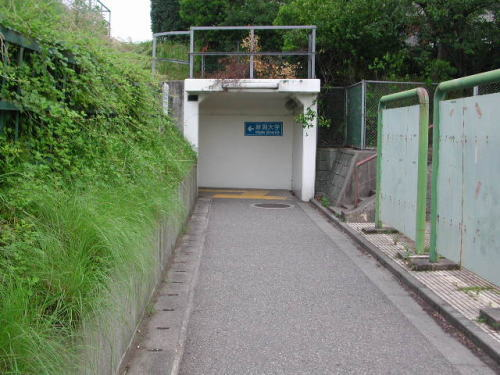
新大前站和車站北邊之間設有地下通道。

車站是一座位於路堤的地面車站，設有1面1線的單式月台。路線為東西走向，月台位於南邊。
此站是由新潟站管理的業務委託車站，委托了JR新潟Business負責車站業務。車站大樓樓高2層。月台中央閘口處設有3座自動閘機，所有閘機均可使用Suica等IC卡。從前此站設有有人檢票口暨綠色窗口。隨著車站設置指定席售票機，綠色窗口在2010年（平成22年）2月9日後永久關閉。現時車站職員只進行檢票業務。在閘口周邊設有自動售票機、1台指定席售票機（營業時間：7:00 - 20:00）。在閘口內設有候車室和廁所。
由於車站位於沙丘地之上，斜面向南伸延，因此月台與站前廣場設有高低差。加上地面的空間比較狹窄，因此車站的功能都集中在月台上。出入口設有東邊（近新潟一方）和西邊（近內野一方）2處，兩出入口均連接樓梯。此站設有無障礙設施，在東邊出入口設有升降機。
新潟市道曾和交匯信濃町線1號（西大通，舊國道116號）、新潟大學五十嵐校園和新潟清心女子高校都是位於車站北邊（於月台另一邊），乘客需要從月台東邊步行樓梯至地面，再經過行人隧道才可到達車站北邊出口。從車站步行至西大通約為5分鐘。

## 使用狀況
根據「JR東日本」的資料，在2019年度（令和元年度）1日平均乘車人次為3,034人。
以下為近年乘車人次變化列表：
| 乘車人次變化       | 乘車人次變化     | 乘車人次變化    |
| 年度               | 1日平均 乘車人次 | 參考資料        |
| ------------------ | ---------------- | --------------- |
| 2000年（平成12年） | 2,759            | [ 利用客数 2 ]  |
| 2001年（平成13年） | 2,726            | [ 利用客数 3 ]  |
| 2002年（平成14年） | 2,725            | [ 利用客数 4 ]  |
| 2003年（平成15年） | 2,714            | [ 利用客数 5 ]  |
| 2004年（平成16年） | 2,742            | [ 利用客数 6 ]  |
| 2005年（平成17年） | 2,863            | [ 利用客数 7 ]  |
| 2006年（平成18年） | 2,911            | [ 利用客数 8 ]  |
| 2007年（平成19年） | 2,900            | [ 利用客数 9 ]  |
| 2008年（平成20年） | 2,926            | [ 利用客数 10 ] |
| 2009年（平成21年） | 2,895            | [ 利用客数 11 ] |
| 2010年（平成22年） | 2,874            | [ 利用客数 12 ] |
| 2011年（平成23年） | 2,788            | [ 利用客数 13 ] |
| 2012年（平成24年） | 2,789            | [ 利用客数 14 ] |
| 2013年（平成25年） | 2,962            | [ 利用客数 15 ] |
| 2014年（平成26年） | 2,932            | [ 利用客数 16 ] |
| 2015年（平成27年） | 3,080            | [ 利用客数 17 ] |
| 2016年（平成28年） | 3,107            | [ 利用客数 18 ] |
| 2017年（平成29年） | 3,011            | [ 利用客数 19 ] |
| 2018年（平成30年） | 2,991            | [ 利用客数 20 ] |
| 2019年（令和元年） | 3,034            | [ 利用客数 1 ]  |

## 車站周邊
車站周邊為住宅區，由於鄰近大學，因此在住宅區中設有許多為學生而設的公寓。但是車站本身除了停泊單車處外沒有其他設施。另外，新潟縣道16號新潟龜田內野線（彌彥街道，舊國道116號）前往車站周邊需經過市道，使形成車站迴旋路。
在車站內沒有Kiosk和NewDays（但如前述，此站曾經設有商店）。但是從車站步行5分鐘內有超級市場、便利店和各種餐廳。
在縣道16號和西大通上沿線設有餐廳、超級市場、彈珠店、書店等各類商店。這些商店的分店名稱多使用「新大前店」，但是分店名稱為「新大前」，即代表該商店實際上較接近新潟大學五十嵐校園附近。

### 連接新潟大學
- 從此站需要步行15至20分鐘才可到達新潟大學五十嵐校園正門[1]（如上節車站結構中提及，行走路線需經過車站的行人隧道）。
- 從此站可前往車站北邊西大通上的新潟交通「新大入口」巴士站，乘坐前往新潟大學方向的巴士（西小針線W21、W23系統），大約5分鐘以內便可到達新潟大學。隨後可按照前往不同學系選擇下車站，包括「新大正門」「新大中門」「新大西門」3個巴士站（新大入口 - 新大西門之間是在「100圓巴士車費區間」內，車費：成人100日圓、小童50日圓。而新大入口至清心學園前之間也是100日圓區間範圍內）。
- 理學院和工程學院部是位於新潟大學五十嵐校園的西邊。因此鄰站內野站比較接近上述兩學院。另外，如在此站轉乘巴士，可於上述的「新大入口」巴士站乘坐經新潟大學前往內野的巴士（西小針線W21、W23系統），然後在「新大工學部前」下車（車費：大人200日圓。不是上述提及的100日圓區間）。
- 新潟大學的醫學系、牙醫學系與醫齒學綜合醫院（新大醫院（日语：新潟大学医歯学総合病院））不是在五十嵐校園，而是在中央區的旭町校園。最接近該校園的車站為JR白山站（步行25分鐘。行走路線比較複雜，在路上較少路牌指示大學方向）或BRT萬代橋線（日语：萬代橋ライン）「市政廳前」巴士站（步行5分鐘）。詳細參見「新潟大學」的日文版中一節。

### 周邊主要設施和商店

#### 車站南邊
- 魚六（日语：ウオロク）大學前店
- 新潟縣警察（日语：新潟県警察）機動搜査隊、機動鑑識廳舍
- Family Drug（日语：マツモトキヨシ甲信越販売）（前・Drug Max） 大學前店
- 日本文理高等學校

#### 車站北邊 （經行人通道）
- 新潟大學 五十嵐校園（文學系與農學系）
- 清水食物中心（日语：清水商事） 大學前店
- Gusto 新潟五十嵐店
- 新潟清心女子中學·高等學校（日语：新潟清心女子中学校・高等学校）

## 巴士
車站南邊和北邊均設有新潟交通巴士站。車站北邊的「新大入口」巴士站可乘坐巴士前往新潟大學（參見#連接新潟大學）。路線圖和時間表可參見「不同班次的時間表（新潟交通） （页面存档备份，存于）」。
| 巴士站名稱                                   | 方向       | 路線名稱      | 路線編號與目的地                                                        |
| -------------------------------------------- | ---------- | ------------- | ----------------------------------------------------------------------- |
| 西坂井 （從車站南邊步行約4分鐘）             | 郊外方向   | ■ W3 寺尾線   | W30 內野營業所 W31 新大西門 W32 信樂園醫院 W33 上新町公民館前           |
| 西坂井 （從車站南邊步行約4分鐘）             | 市中心方向 | ■ W3 寺尾線   | W30 - 33 青山 【直達班次】新潟站前                                      |
| 新大入口 （車站北邊，經行人隧道步行約5分鐘） | 郊外方向   | ■ W2 西小針線 | W20・W23 經坂井 內野營業所 W21・W23 新大西門、內野營業所 W22 信樂園醫院 |
| 新大入口 （車站北邊，經行人隧道步行約5分鐘） | 市中心方向 | ■ W2 西小針線 | （除了下列路線）新潟站前 W23 美咲合同廳舍                               |
| 新大入口 （車站北邊，經行人隧道步行約5分鐘） | 市中心方向 | ■ W1 有明線   | W12 經有明 新潟站前                                                     |

## 相鄰車站
東日本旅客鐵道（JR東日本）
■越後線
內野－新潟大學前－寺尾

## 注腳

### 使用狀況
1. 1 2  . 東日本旅客鉄道.   [2020-07-18]. （原始内容存档于2020-07-10） （日语）.
2. ↑  . 東日本旅客鉄道.   [2019-04-07]. （原始内容存档于2019-03-28） （日语）.
3. ↑  . 東日本旅客鉄道.   [2019-04-07]. （原始内容存档于2019-03-28） （日语）.
4. ↑  . 東日本旅客鉄道.   [2019-04-07]. （原始内容存档于2019-03-28） （日语）.
5. ↑  . 東日本旅客鉄道.   [2019-04-07]. （原始内容存档于2019-03-28） （日语）.
6. ↑  . 東日本旅客鉄道.   [2019-04-07]. （原始内容存档于2019-03-28） （日语）.
7. ↑  . 東日本旅客鉄道.   [2019-04-07]. （原始内容存档于2019-03-28） （日语）.
8. ↑  . 東日本旅客鉄道.   [2019-04-07]. （原始内容存档于2019-03-28） （日语）.
9. ↑  . 東日本旅客鉄道.   [2019-04-07]. （原始内容存档于2019-03-28） （日语）.
10. ↑  . 東日本旅客鉄道.   [2019-04-07]. （原始内容存档于2019-03-28） （日语）.
11. ↑  . 東日本旅客鉄道.   [2019-04-07]. （原始内容存档于2019-03-28） （日语）.
12. ↑  . 東日本旅客鉄道.   [2019-04-07]. （原始内容存档于2019-03-28） （日语）.
13. ↑  . 東日本旅客鉄道.   [2019-04-07]. （原始内容存档于2019-03-28） （日语）.
14. ↑  . 東日本旅客鉄道.   [2019-04-07]. （原始内容存档于2019-03-22） （日语）.
15. ↑  . 東日本旅客鉄道.   [2019-04-07]. （原始内容存档于2016-03-04） （日语）.
16. ↑  . 東日本旅客鉄道.   [2019-04-07]. （原始内容存档于2019-03-22） （日语）.
17. ↑  . 東日本旅客鉄道.   [2019-04-07]. （原始内容存档于2019-03-22） （日语）.
18. ↑  . 東日本旅客鉄道.   [2019-04-07]. （原始内容存档于2019-03-22） （日语）.
19. ↑  . 東日本旅客鉄道.   [2019-04-07]. （原始内容存档于2019-03-22） （日语）.
20. ↑  . 東日本旅客鉄道.   [2019-07-23]. （原始内容存档于2019-07-05） （日语）.

## 外部連結
- 車站資訊（新潟大學前）：東日本旅客鐵道（日語）